# Canal Grande

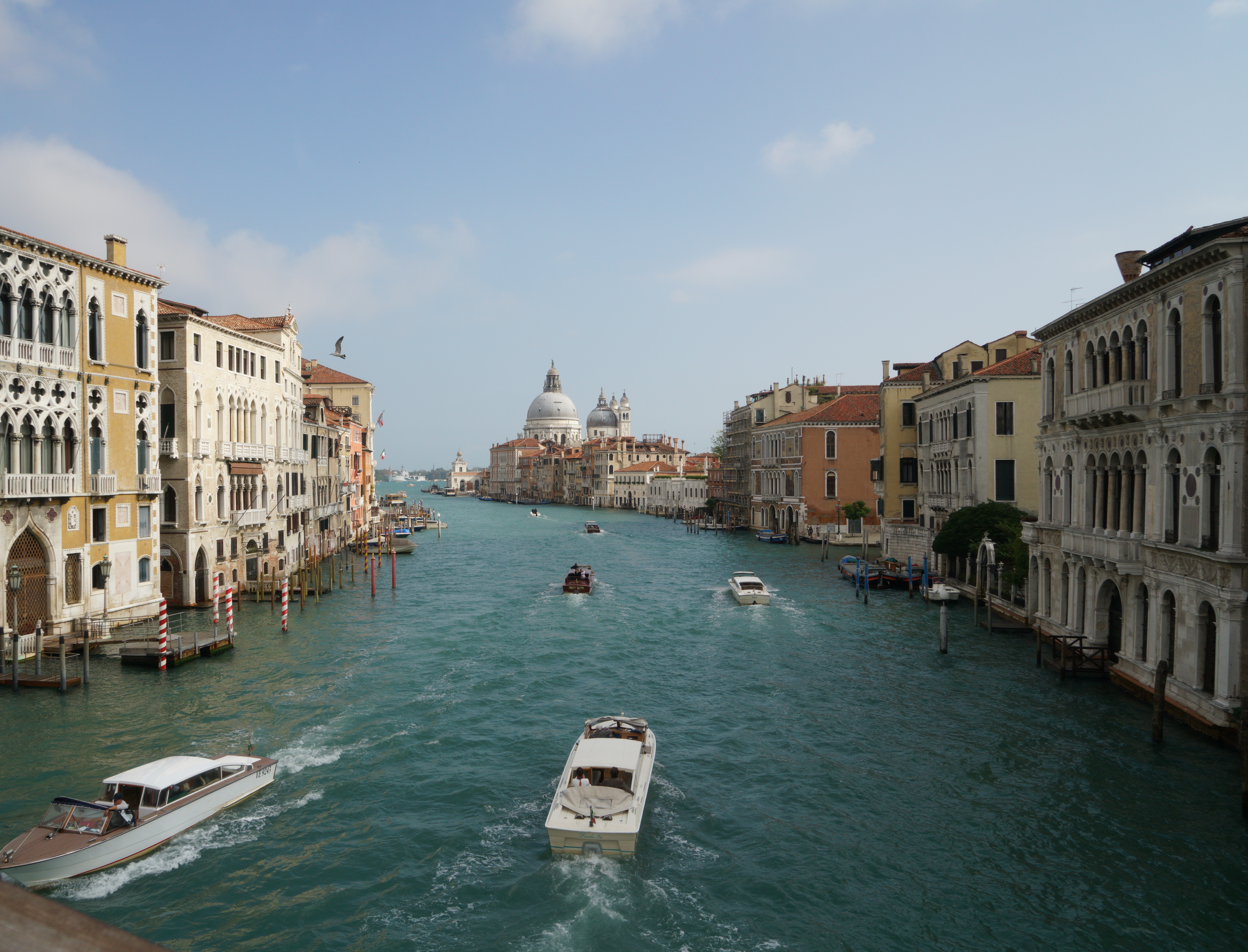
Il Canal Grande dal Ponte dell'Accademia; in lontananza la Basilica della Salute.

Il Canal Grande (in veneto Canal Grando; detto familiarmente in dialetto veneziano Canałaso, Canalazzo) è il principale canale che attraversa il centro storico di Venezia. Lungo circa 3800 metri (larghezza dai 30 ai 70 m, profondo al massimo 5 m), divide in due parti il centro storico, tracciando una Ƨ, che va dall'innesto del Ponte della Libertà al Bacino di San Marco.
Affiancato per tutta la lunghezza da magnifici edifici, in gran parte dei secoli tra il XII e il XVIII, che manifestano il benessere e l'arte creati dalla Repubblica di Venezia, rendendolo uno dei simboli della città, ogni anno i veneziani vi rivivono tradizioni secolari della Serenissima, come la Regata Storica.

## Descrizione
Dopo un breve tratto in direzione sud-est, all'altezza del Ponte della Costituzione svolta a nord-est, per poi descrivere una grande ansa, lungo la quale si trovano il Ponte degli Scalzi e la confluenza del Canale di Cannaregio, la quale termina al Ponte di Rialto, l'unico antico fra i 4 ponti pedonali sul canale e famoso quanto il canale stesso. Da qui prosegue verso sud-ovest e poi a sud (dopo la "volta de Canal") e infine a est, dal Ponte dell'Accademia alla Punta della Dogana. In questo percorso tocca cinque dei sei sestieri, raccoglie 45 rii minori e viene superato da sette ponti (quattro pedonali, due automobilistici e uno ferroviario). Il più recente è il Ponte della Costituzione, progettato dall'architetto Santiago Calatrava per collegare il piazzale della Stazione di Venezia Santa Lucia con Piazzale Roma, capolinea delle linee automobilistiche e della linea tranviaria dell'Azienda Consorzio Trasporti Venezia.
(Philippe de Commynes, ambasciatore a Venezia, 1495)

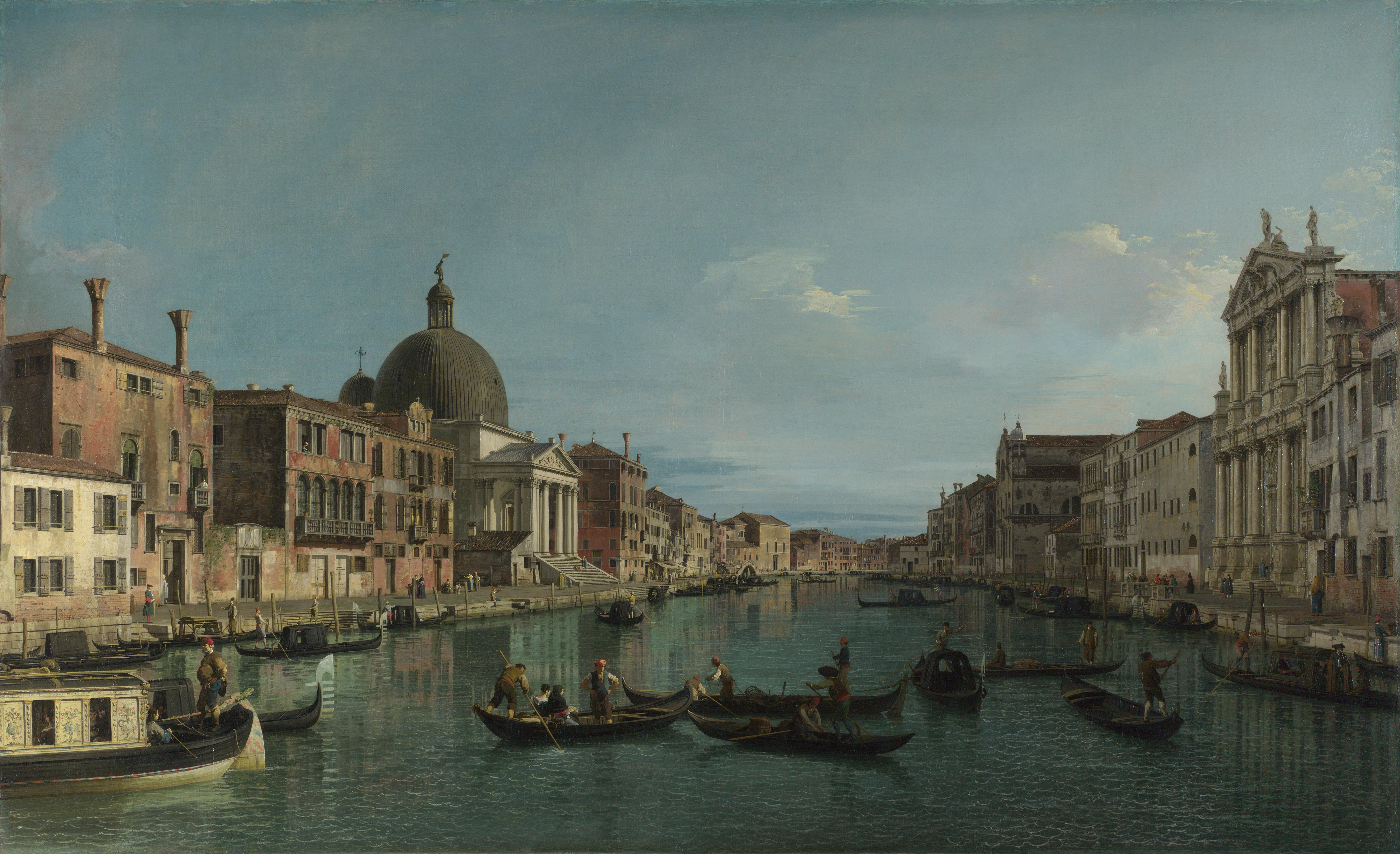
Il Canal Grande all'altezza della Chiesa degli Scalzi in un dipinto di Canaletto

Fiume intorno al quale la città è nata, centro vitale dei commerci della Serenissima per tutto il Medioevo, il Canal Grande fu la sede più ambita dei palazzi di rappresentanza delle famiglie patrizie, il luogo dove esaltare la propria ricchezza, «il vero Libro d'oro» in cui distinguersi.
Sono almeno 170 le residenze che ancora oggi possono raccontare mille anni di splendore della Repubblica, nella storia delle famiglie che vi hanno vissuto e nell'avvicendarsi delle architetture, sempre influenzate da un particolare gusto veneziano. Si può dire che, con questa "gara" al palazzo più bello, Venezia abbia dato corpo nel Canal Grande all'orgoglio della propria identità e al profondo legame con la laguna. A queste architetture si aggiungono alcune chiese, scuole e campi; poche le fondamenta per costeggiarlo a piedi.
(Marcel Proust, Alla ricerca del tempo perduto)
Quasi tutte le abitazioni emergono direttamente dal canale, senza marciapiedi: solo navigando si può contemplare senza interruzioni questo sereno susseguirsi di palazzi, illuminati dai riflessi dell'acqua, isolati dai fiumi di gente e spesso "recintati" da variopinte paline per l'attracco. Il Canal Grande offre così un ambiente incantato, componente essenziale della magia che ha reso Venezia una delle città più amate al mondo.

Panoramica del Canal Grande

## Storia

### I primi insediamenti

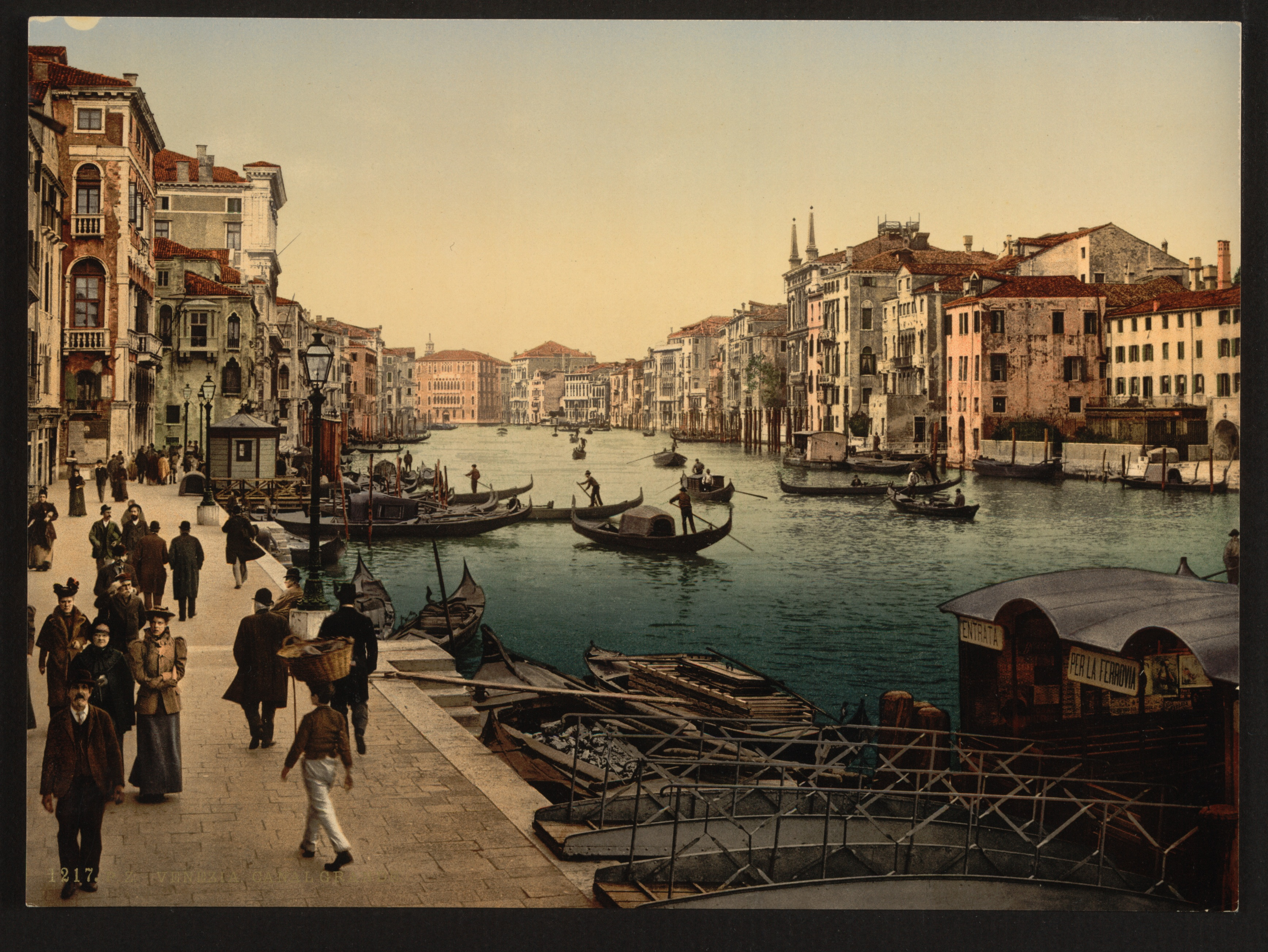
Il Canal Grande tra il 1890 e il 1900

Il Canal Grande è, assieme al parallelo Canale della Giudecca, il percorso sinuoso di un antico fiume nel suo tratto finale, lʾUna o Prealtum, ramo minore del Medoacus Maior, che sfociava attraverso la laguna, tra velme, barene e piccole isole, nel Porto di Lido.
Ai lati del Rivus Altus (in latino "canale profondo"), come era anticamente chiamato, già in epoca preromana gruppi di antichi Veneti costruivano palafitte e vivevano principalmente di pesca e di commercio di sale. Sotto il governo dell'impero romano prima e dell'Impero bizantino poi, la laguna si popolò e acquisì una certa importanza, finché all'inizio del IX secolo il doge spostò la sua sede da Malamocco alla meglio difendibile Rivoaltus, lungo il canale.
Con il doge si trasferirono a Rialto anche i sempre più consistenti commerci, che trovarono nel profondo Canal Grande un porto-canale sicuro e accessibile anche a grandi imbarcazioni. Come il resto della città, anche questa zona non aveva ancora la compattezza che conosciamo, frutto di continue bonifiche: il canale, più ampio di oggi, si insinuava tra piccole isole soggette alle maree e collegate da ponticelli in legno.

### La casa-fondaco

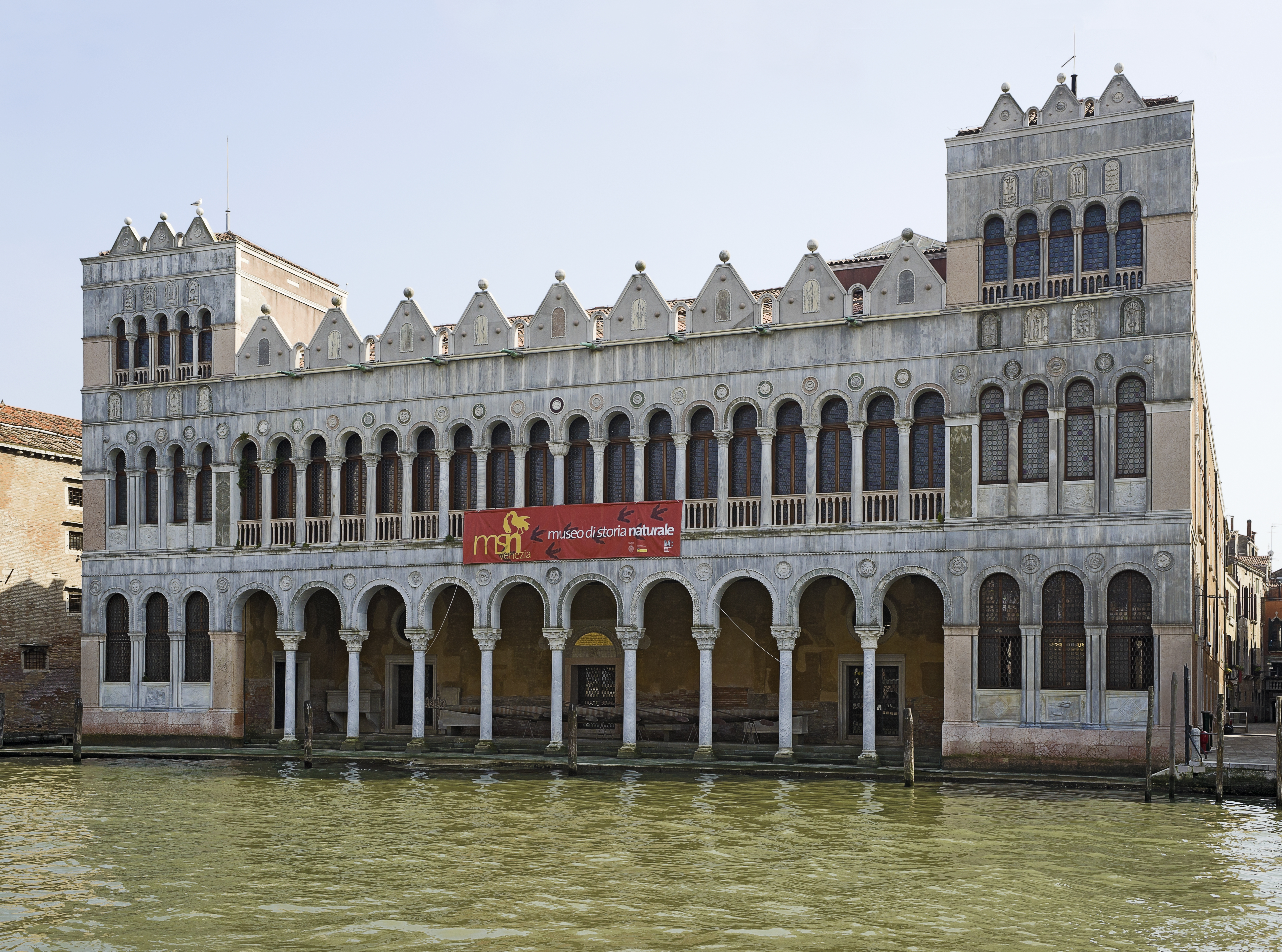
Il Fondaco dei Turchi

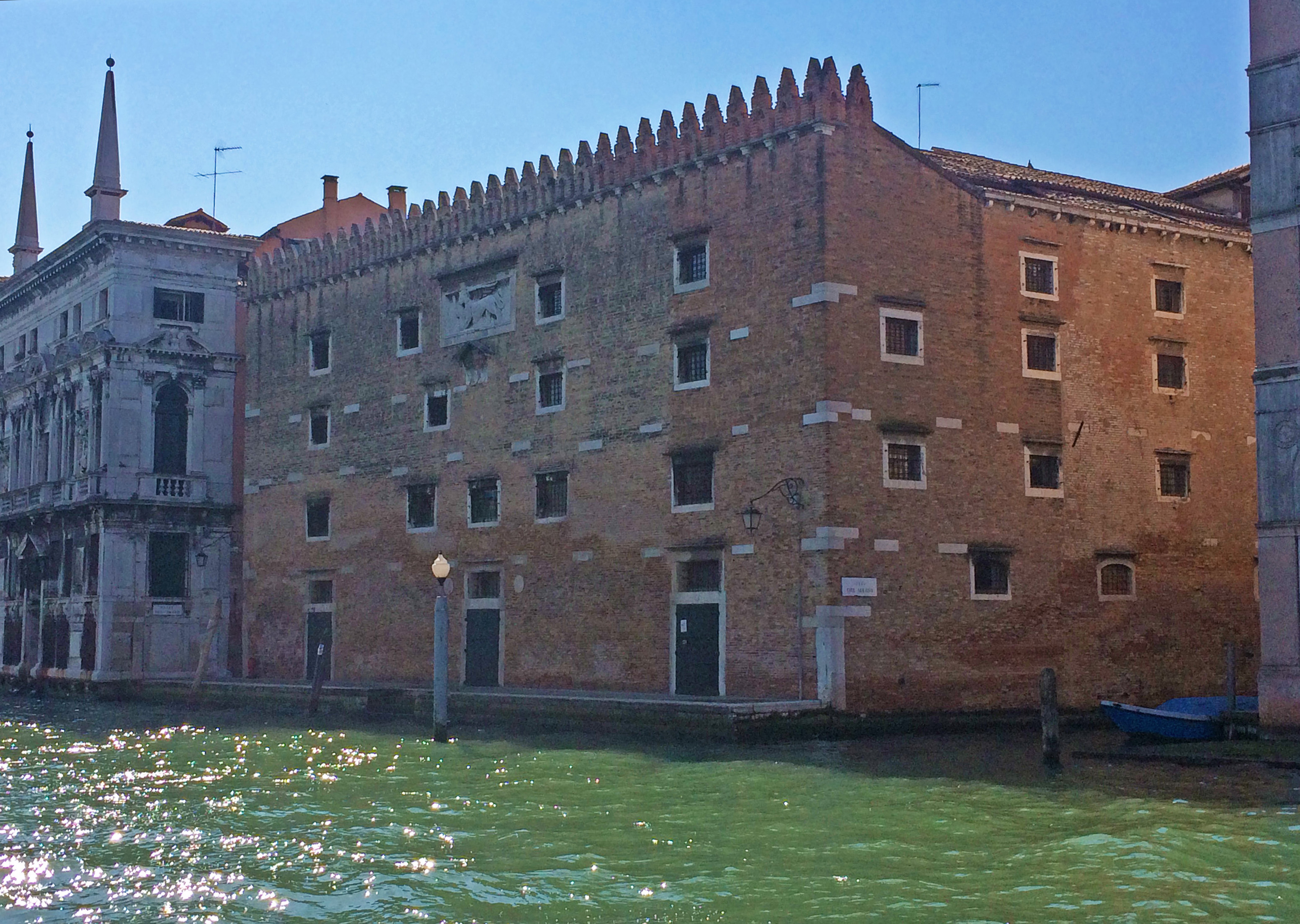
Il Fondaco del Megio

Iniziarono così a moltiplicarsi lungo il canale le case-fondaco, edifici pensati proprio per il commercio, in quanto abbinano al magazzino la residenza del mercante.
Al piano terra un portico aperto sull'acqua (la curia) permette lo scarico delle merci dalle navi. Sul portico si apre un androne centrale fiancheggiato da magazzini, che di solito dà accesso a un cortile posteriore. Analogamente, al primo piano un loggiato largo quanto il portico illumina un ampio salone sul quale si aprono le stanze del mercante. La facciata risulta così tripartita in una parte centrale ariosa e due laterali più piene, spesso rivestite in marmi. In un basso ammezzato intermedio sono ricavati gli uffici.
La casa-fondaco è spesso affiancata da due torrette difensive (torreselle), come nel Fondaco dei Turchi (XIII secolo, praticamente ricostruito nel XIX secolo). Insieme al Fondaco dei Tedeschi, anch'esso affacciato sul Canal Grande, testimonia la notevole presenza di mercanti stranieri a Venezia: a essi la Repubblica forniva qui magazzini e alloggio, anche allo scopo di controllarne meglio i traffici.
Lungo il Canal Grande, nell'area di Rialto, vennero costruiti altri importanti edifici pubblici a servizio del commercio: palazzi delle magistrature finanziarie (Palazzo dei Camerlenghi e Palazzo dei Dieci Savi, ricostruiti dopo l'incendio del 1514), un foro mercantile, una zecca. Nella seconda metà del XII secolo l'architetto Nicolò Barattiero sostituì il precedente ponte di barche che collegava Rialto alla zona delle mercerie con un vero e proprio ponte di legno. Più periferici i magazzini delle farine e del sale.

### Lo stile veneto-bizantino

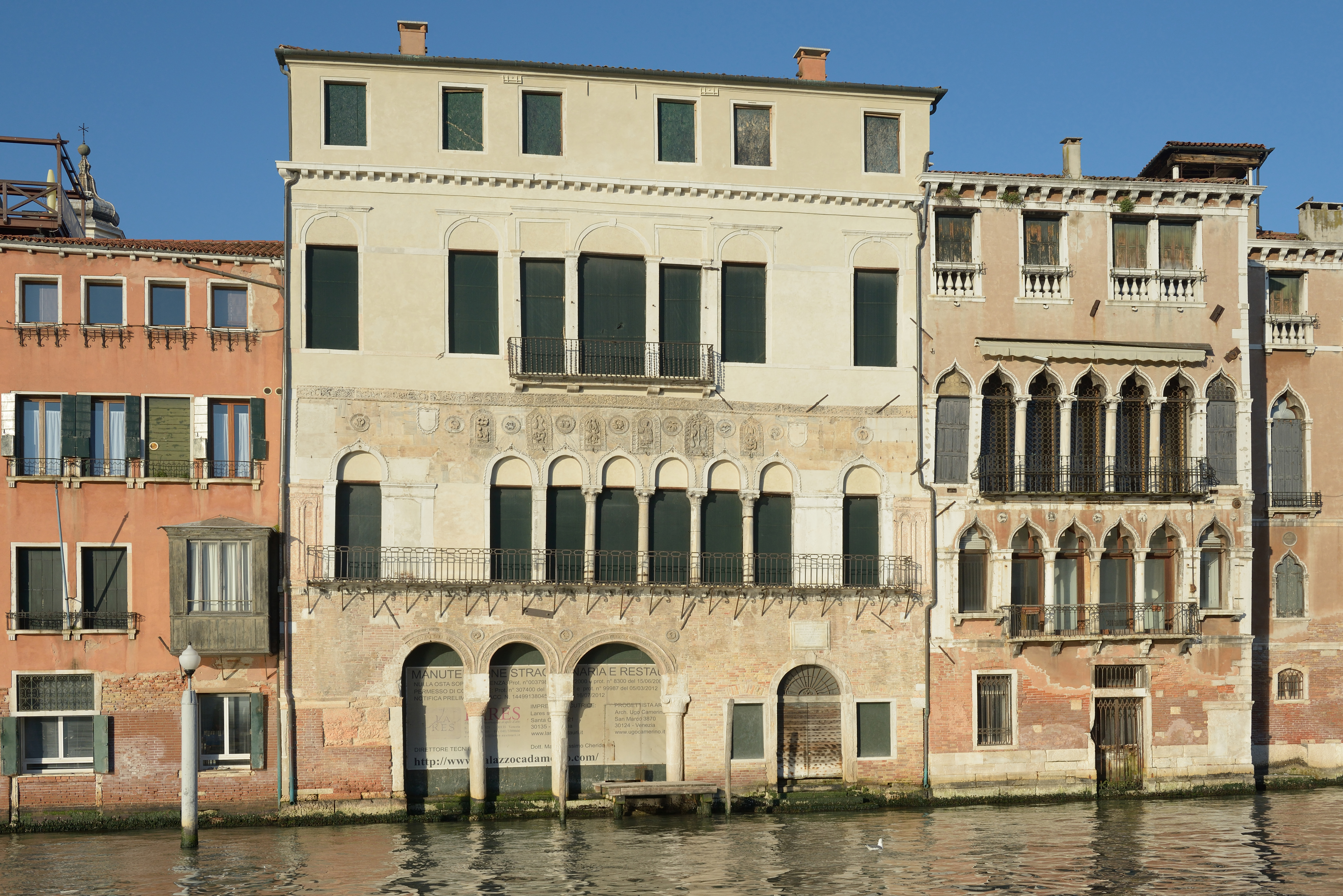
Ca' Da Mosto

Insieme alle merci arrivano dall'impero bizantino sculture, fregi, colonne, capitelli che vanno a decorare le case-fondaco delle famiglie patrizie. L'arte bizantina si fonde con tendenze precedenti dando origine a uno stile veneto-bizantino, che in architettura si caratterizza soprattutto per i lunghi loggiati con archi a tutto sesto o allungati, e per l'abbondanza di marmi policromi.
Lungo il Canal Grande questi elementi sono particolarmente ben conservati in Ca' Farsetti, Ca' Loredan (ora sedi municipali) e Ca' Da Mosto, tutti edifici risalenti al XII-XIII secolo. È un periodo di intenso sviluppo edilizio nella zona di Rialto, che determina l'assetto del canale e degli edifici adiacenti. A Venezia, infatti, le fondazioni vengono quasi sempre riutilizzate, e i materiali da costruzione sono un bene molto prezioso: nelle successive ristrutturazioni, molti palazzi conserveranno per quanto possibile l'esistente, mescolando gli elementi veneto-bizantini alle nuove tendenze (Palazzo Morosini Sagredo, Palazzo Bembo). La policromia e la tripartizione delle facciate, i loggiati, le ampie finestrature e in generale la disposizione degli ambienti rientreranno così in quel gusto particolare veneziano che continuerà in seguito.
La quarta crociata, con l'immenso bottino del saccheggio di Costantinopoli (1204), e altre situazioni storiche faranno sì che Venezia continui a rivolgersi verso oriente anche in campo artistico fino al tardo XIV secolo.

### Il gotico veneziano

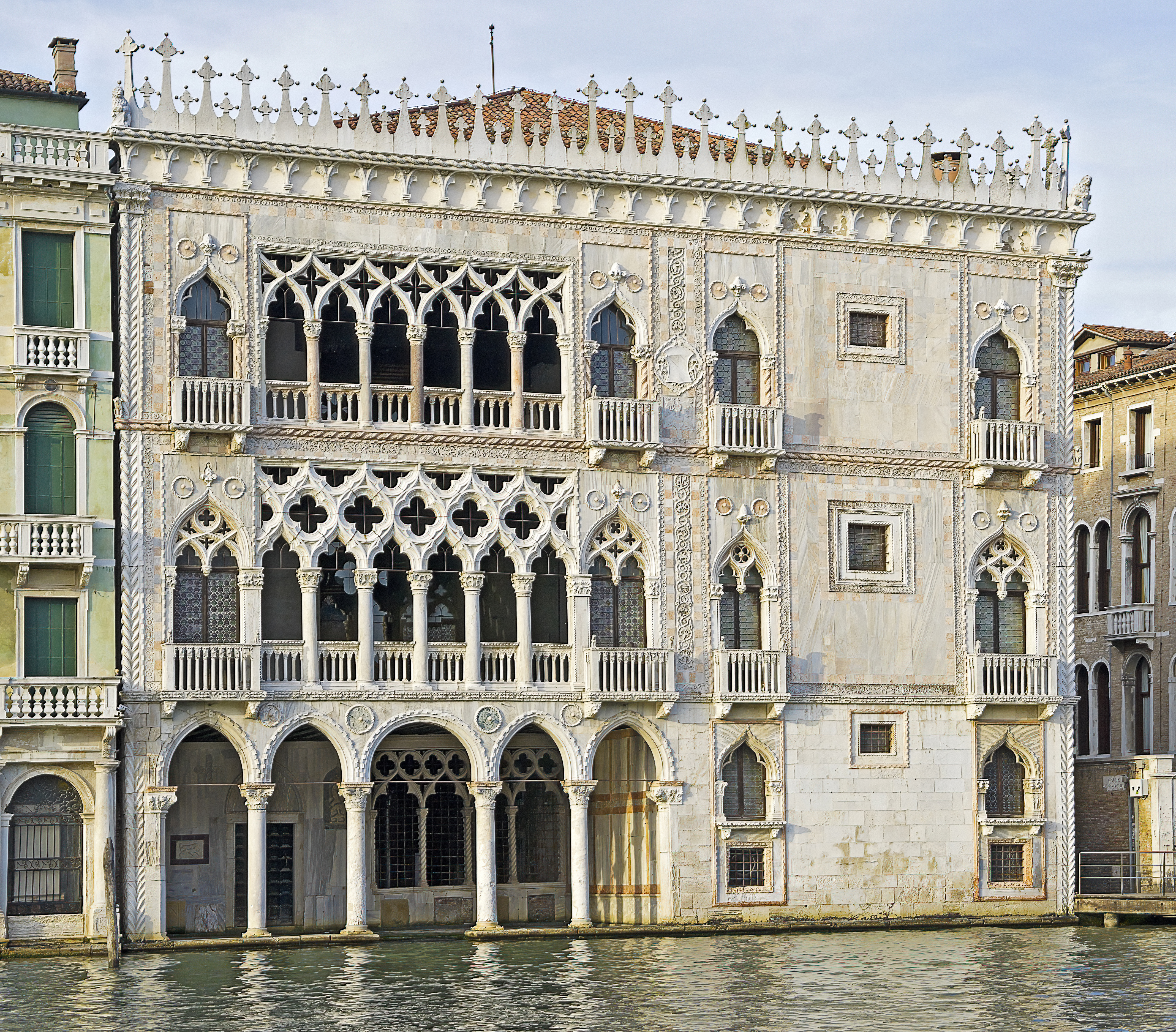
La Ca' d'Oro

L'architettura gotica a Venezia si affermerà quindi piuttosto tardi, ma nella forma di uno splendido gotico fiorito che ne ha disegnato il volto, a partire dalla trecentesca facciata meridionale del Palazzo Ducale. La verticalità e la luminosità del gotico trovano nei loggiati delle case-fondaco il loro ambiente naturale: le colonne si fanno più sottili e slanciate, gli archi a tutto sesto lasciano il posto ad archi a sesto acuto e archi inflessi spesso polilobati. Le arcate proseguono con leggerezza verso l'alto intrecciandosi e disegnando il marmo di trafori, come quello a quadrilobo che diventa uno dei simboli dello stile gotico veneziano. Le facciate sono intonacate a vivaci colori.
Le fasce traforate, spesso definite "trine" o "merlettature", si diffondono rapidamente lungo il Canal Grande. Tra i palazzi della prima metà del XV secolo che meglio conservano l'aspetto originale vi sono la celeberrima Ca' d'Oro e Palazzo Bernardo. Intorno al 1450 viene ricostruita in forme gotiche ancora visibili la chiesa di Santa Maria della Carità, il complesso conventuale che, dismesso nel XIX secolo, ospita ora le Gallerie dell'Accademia di Venezia.
L'apice di questo periodo sarà la seconda metà del secolo, di cui sono rimasti moltissimi edifici, concentrati soprattutto nell'ultimo tratto del canale: Palazzo Pisani Moretta, Ca' Foscari (ora sede dell'Università), Palazzo Barbaro a San Vidal, Palazzo Loredan dell'Ambasciatore e Palazzo Cavalli-Franchetti sono solo i più importanti.

### Rinascimento

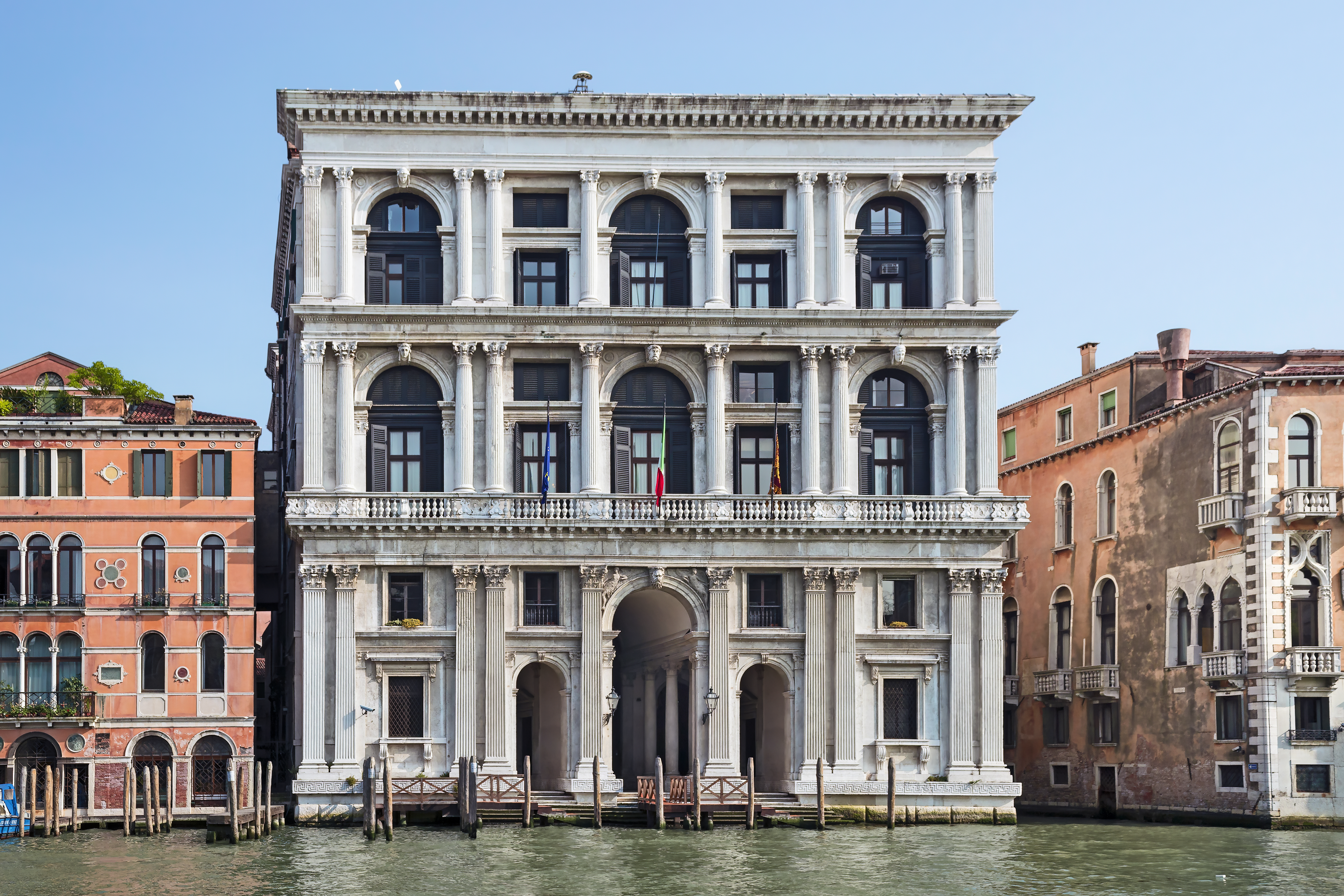
Palazzo Grimani di San Luca

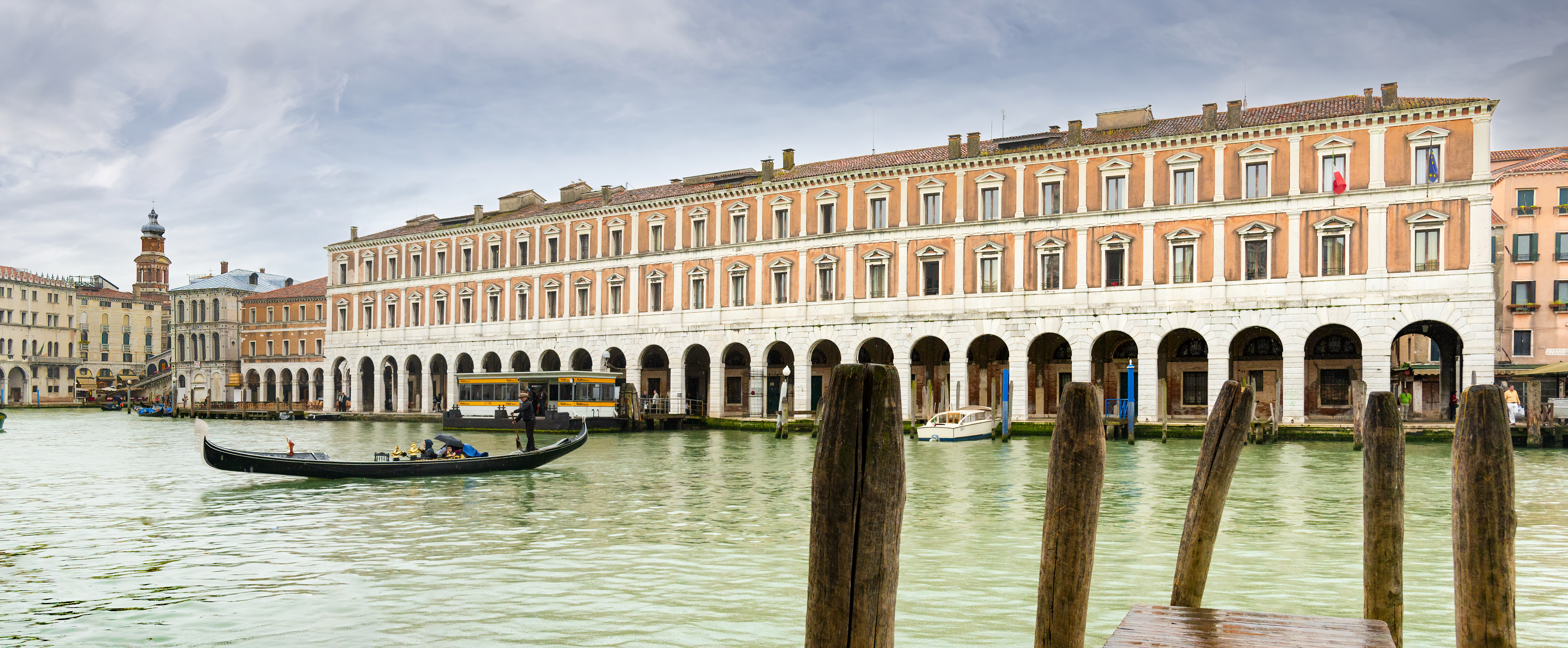
Fabbriche Nuove

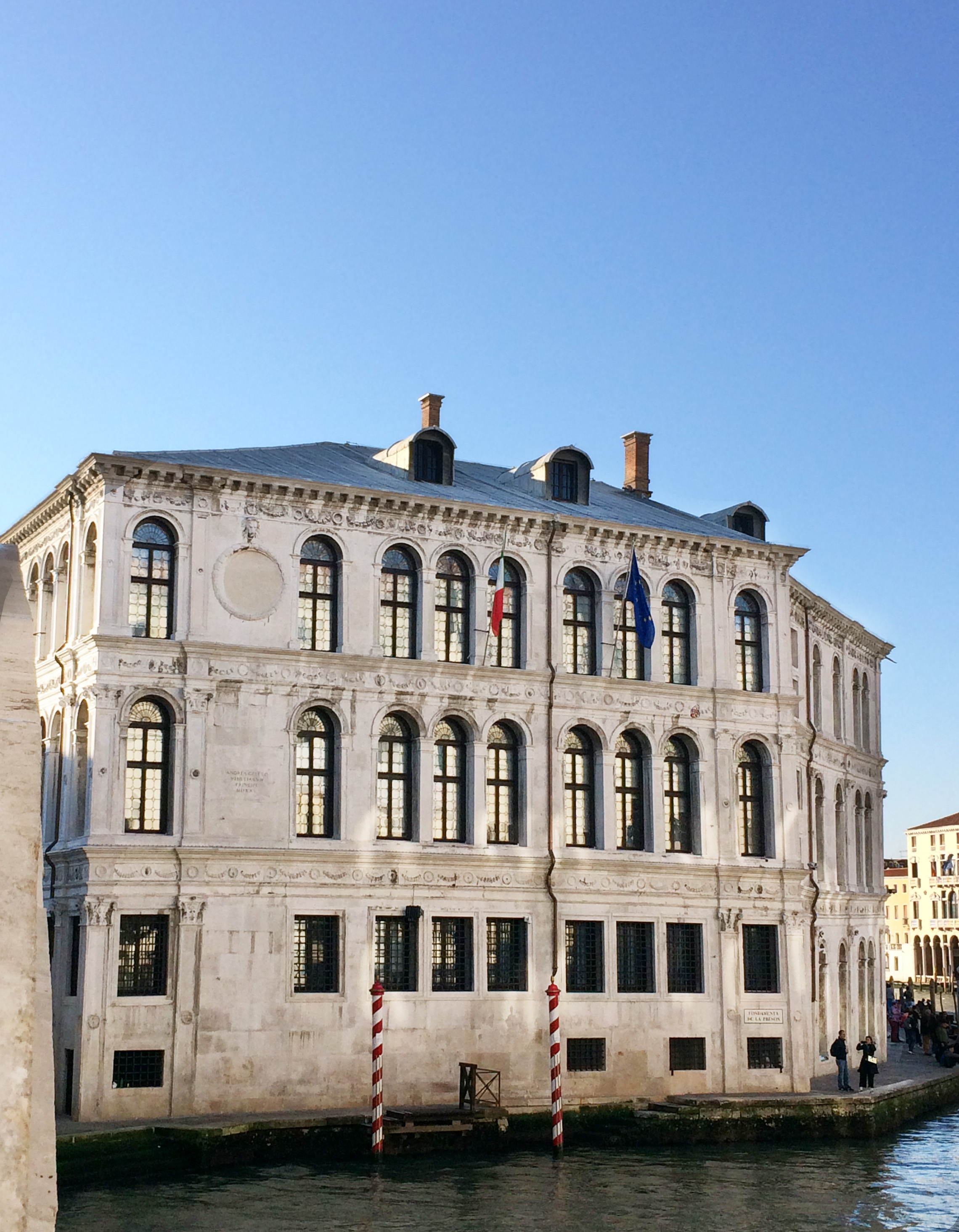
Il Palazzo dei Camerlenghi

Alla fine del XV secolo cominciano ad apparire anche canoni dell'architettura rinascimentale, per esempio in Ca' Dario e Palazzo Corner Spinelli, quest'ultimo di Mauro Codussi, pioniere di questo stile a Venezia. Ca' Vendramin Calergi, che è uno dei suoi capolavori e ora ospita il Casinò di Venezia, rivela una transizione ormai compiuta: le ampie e numerose finestre traforate sono a tutto sesto e affiancate da colonne dei tre ordini classici.
I richiami all'architettura classica si fanno più evidenti nell'opera di Jacopo Sansovino, giunto da Roma nel 1527: sul Canal Grande, oltre alle Fabbriche Nuove a Rialto, progettò Palazzo Corner della Ca' Granda e Palazzo Dolfin Manin, che si distinguono per l'imponenza e l'andamento orizzontale della bianca facciata e per lo sviluppo intorno a un cortile centrale. Sono in stile rinascimentale anche Palazzo Papadopoli di Gian Giacomo de' Grigi e Palazzo Grimani di San Luca di Michele Sanmicheli. Diversi palazzi dello stesso periodo presentavano invece sulla facciata affreschi di grandi pittori (Il Pordenone, Tintoretto, Paolo Veronese), tutti andati perduti.

### Il barocco veneziano

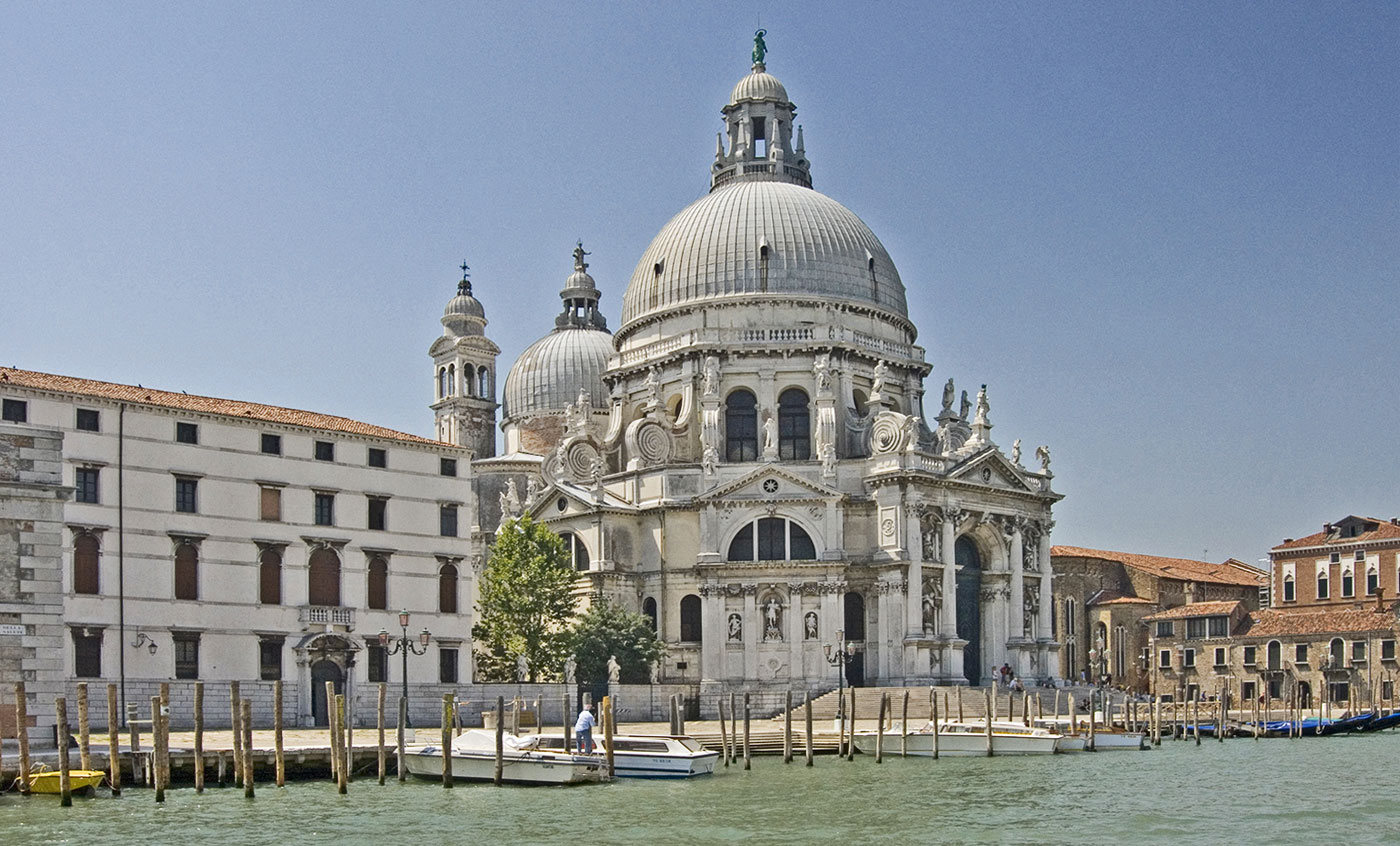
Basilica di Santa Maria della Salute

Nel 1582 Alessandro Vittoria avvia la costruzione di Palazzo Balbi (ora sede della Regione Veneto), in cui si ravvisano elementi del nascente barocco: lavorate cornici, timpani spezzati, motivi ornamentali.
Protagonista dell'architettura barocca a Venezia sarà Baldassare Longhena, che ancora giovane, nel 1631, iniziò la costruzione vicino a Punta della Dogana della grandiosa Basilica di Santa Maria della Salute, una delle chiese più belle della città e uno dei simboli del Canal Grande. La facciata di impostazione classica è movimentata dalle decorazioni e da numerose statue, poste anche sopra le raffinate volute a spirale che circondano l'altissima cupola maggiore.
Longhena progettò in seguito due magnifici palazzi come Ca' Pesaro e Ca' Rezzonico (in cui si ritrovano l'abbondanza di decorazioni scultoree e l'uso del chiaroscuro), Palazzo Belloni-Battaglia e la Chiesa degli Scalzi. Per varie vicende, l'architetto non vide alcuna di queste opere sul Canal Grande portata a termine, e all'infuori della Salute furono tutte in qualche misura modificate. In particolare, la facciata della Chiesa degli Scalzi fu realizzata da Giuseppe Sardi.
Sono ispirate al Longhena anche le due facciate più antiche di Palazzo Labia, che contiene un famoso ciclo di affreschi di Giambattista Tiepolo. Alla scuola longheniana appartennero anche Domenico Rossi, autore della facciata della chiesa di San Stae (1710) e poi di Ca' Corner della Regina, e Giorgio Massari.
I secoli XVI e XVII segnarono l'inizio della decadenza della Serenissima, ma furono anche l'epoca di maggiore intensità costruttiva lungo il Canal Grande. In parte questo si spiega con il progressivo aumentare delle famiglie patrizie cosiddette "per soldo" (come i Labia), che avevano cioè acquistato il titolo pagando cifre imponenti alla Repubblica, in crisi economica. Dopo l'accesso al "Libro d'oro", queste famiglie vollero di conseguenza costruirsi adeguate residenze sul Canale, spesso inducendo le famiglie patrizie più antiche a rinnovare le proprie.

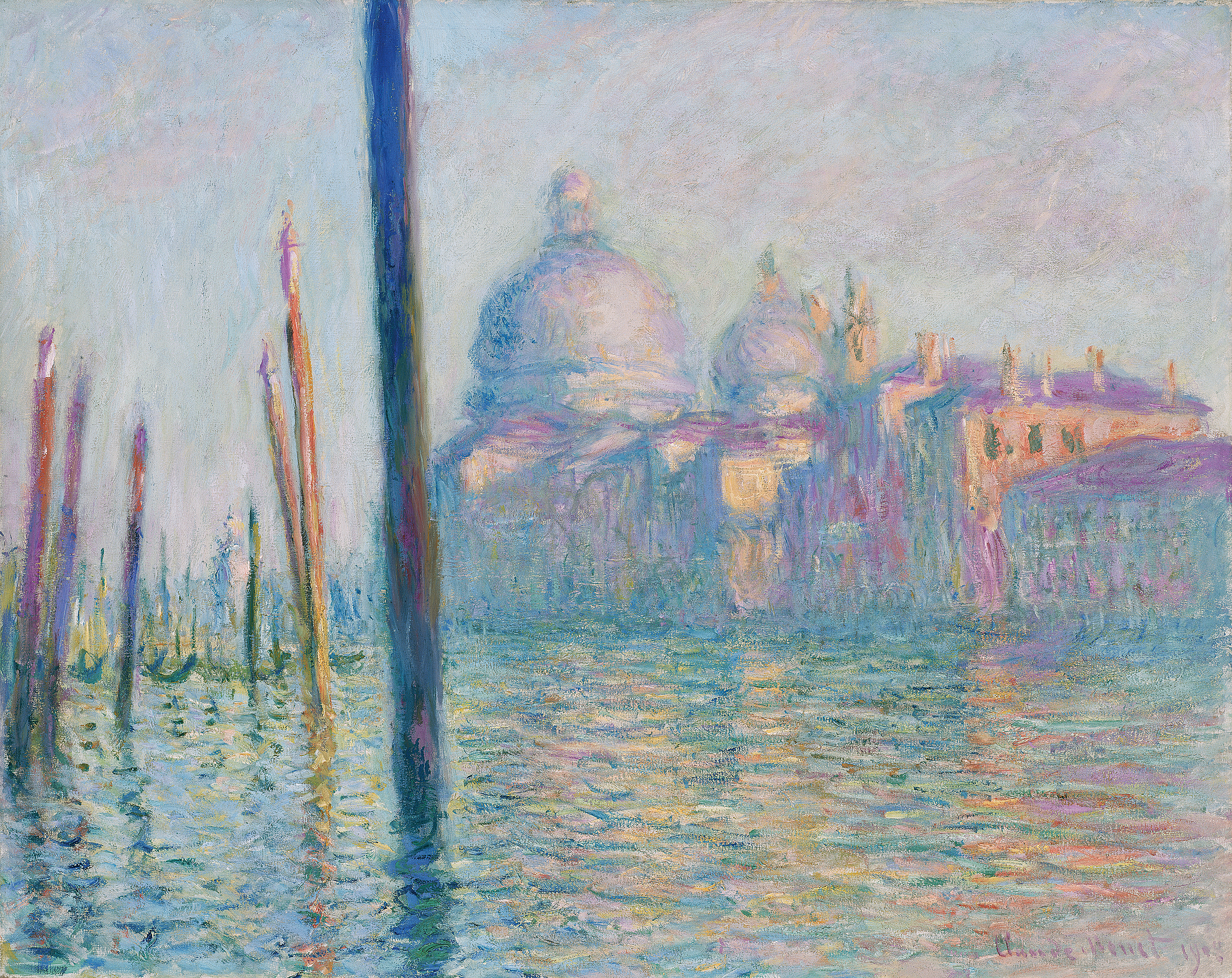
Claude Monet, Il canal Grande (1908)

### Architettura neoclassica
Con Palazzo Grassi Massari realizza (intorno al 1750) una delle prime architetture neoclassiche di Venezia. In precedenza (1718-1738) Giovanni Scalfarotto aveva costruito la Chiesa di San Simeon Piccolo, a pianta centrale con un imponente pronao corinzio e un'alta cupola rivestita in rame e conclusa da una lanterna in forma di tempietto.

### Gli ultimi due secoli

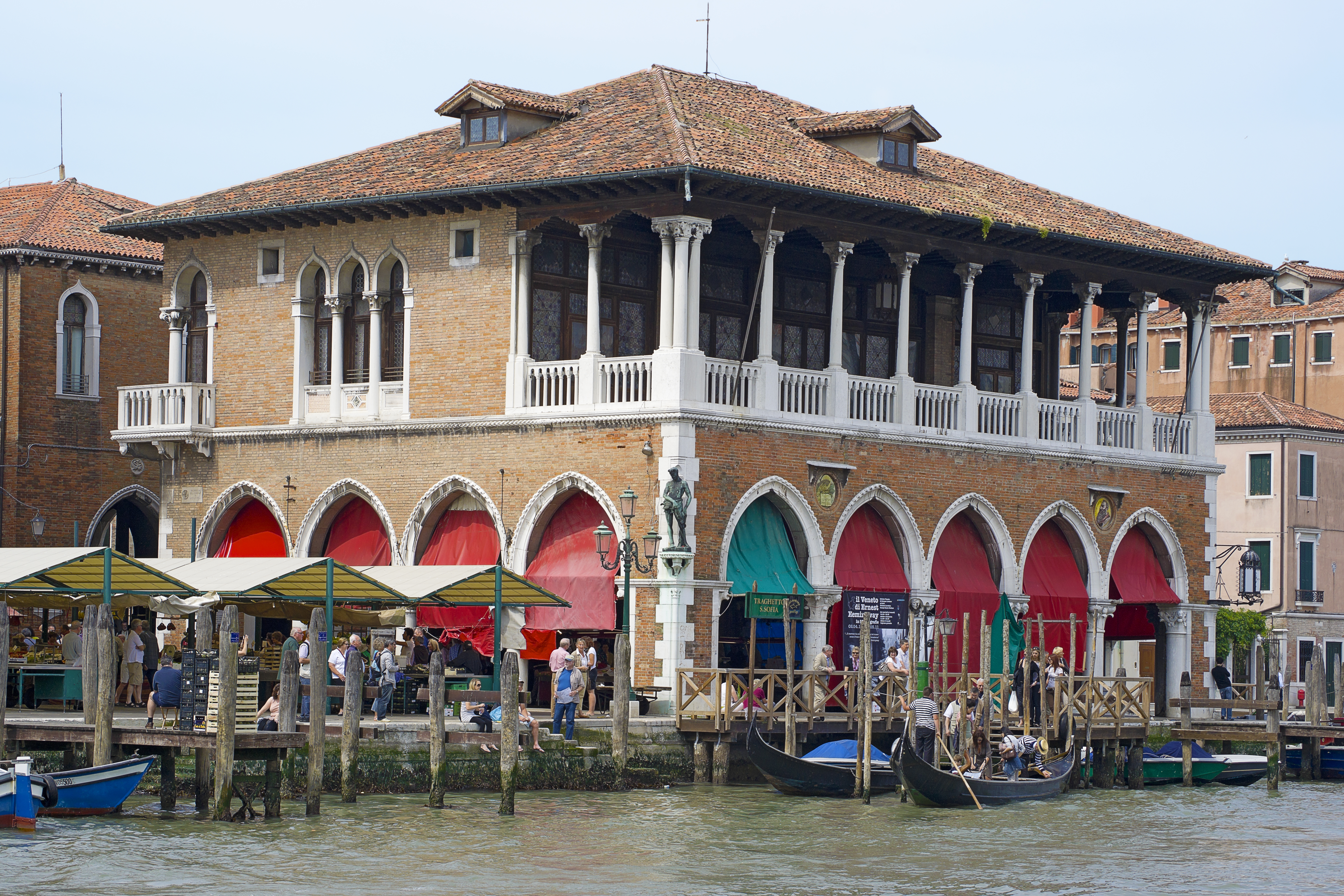
La Pescaria a Rialto

La caduta della Repubblica nel 1797 determina anche un "congelamento" dell'edilizia sul Canal Grande, come simboleggiano l'incompiuta facciata della Chiesa di San Marcuola e il Palazzo Venier dei Leoni (sede della Peggy Guggenheim collection), di cui fu realizzato solo il pianterreno. Le famiglie patrizie persero la spinta alla propria esaltazione e molte si estinsero. Diversi palazzi storici furono demoliti (per esempio il Fondaco dei Persiani), ma i più sono rimasti e grazie ad accurati restauri hanno quasi sempre conservato l'aspetto della fine del Settecento. I più importanti sono di proprietà pubblica e ospitano istituzioni o musei.
Meno fortunati furono gli edifici religiosi: durante il Regno Italico Napoleone Bonaparte fece sopprimere molti ordini religiosi e le loro chiese furono con il tempo svuotate di arredi e opere d'arte e destinate ad altri usi (come Santa Maria della Carità) o demolite. Nel successivo periodo austriaco la Chiesa di Santa Croce che dava il nome al sestiere di Santa Croce sorgeva nell'area dei Giardini Papadopoli; la Chiesa di Santa Lucia (in parte progettata da Andrea Palladio) dovette lasciare spazio alla Stazione di Venezia Santa Lucia (1860).
L'avvento del Regno d'Italia (1861-1946) restituì fiducia alla città e indusse a una ripresa dell'edilizia lungo il Canal Grande che ne ha rispettato la bellezza, spesso riproducendola in edifici neogotici come la Pescaria di Rialto, edificata al posto di una struttura in ferro fortemente detestata dalla cittadinanza e abbattuta dopo pochi anni di utilizzo.

### XXI secolo
Nell'ambito di una bonifica dei canali e della laguna, nel 2017 i ricercatori dell'Ismar hanno pubblicato su Scientific Reports di Nature uno studio innovativo, che ha realizzato la prima mappatura batigrafica in alta risoluzione del Canal Grande. La tecnica di rilevamento è basata sul principio fisico di funzionamento del sonar, associato a una successiva fase di complessa rielaborazione grafica del segnale. Lo studio ha evidenziato diversi problemi di tipo:
- antropico: inquinamento chimico e da rifiuti solidi di tipo plastico, microplastico e ingombranti (penumatici, ecc.) che impattano sulla navigabilità del tratto d'acque, vanificando il dragaggio dei fondali;
- ambientale: erosione subacquea di moli e dighe da parte delle correnti di marea;
- misto: l'effetto "di ritorno" sulle infrastrutture subacquee dovuto ai campi di corrente indotti da moli e dighe.[3][4]

## Trasporti

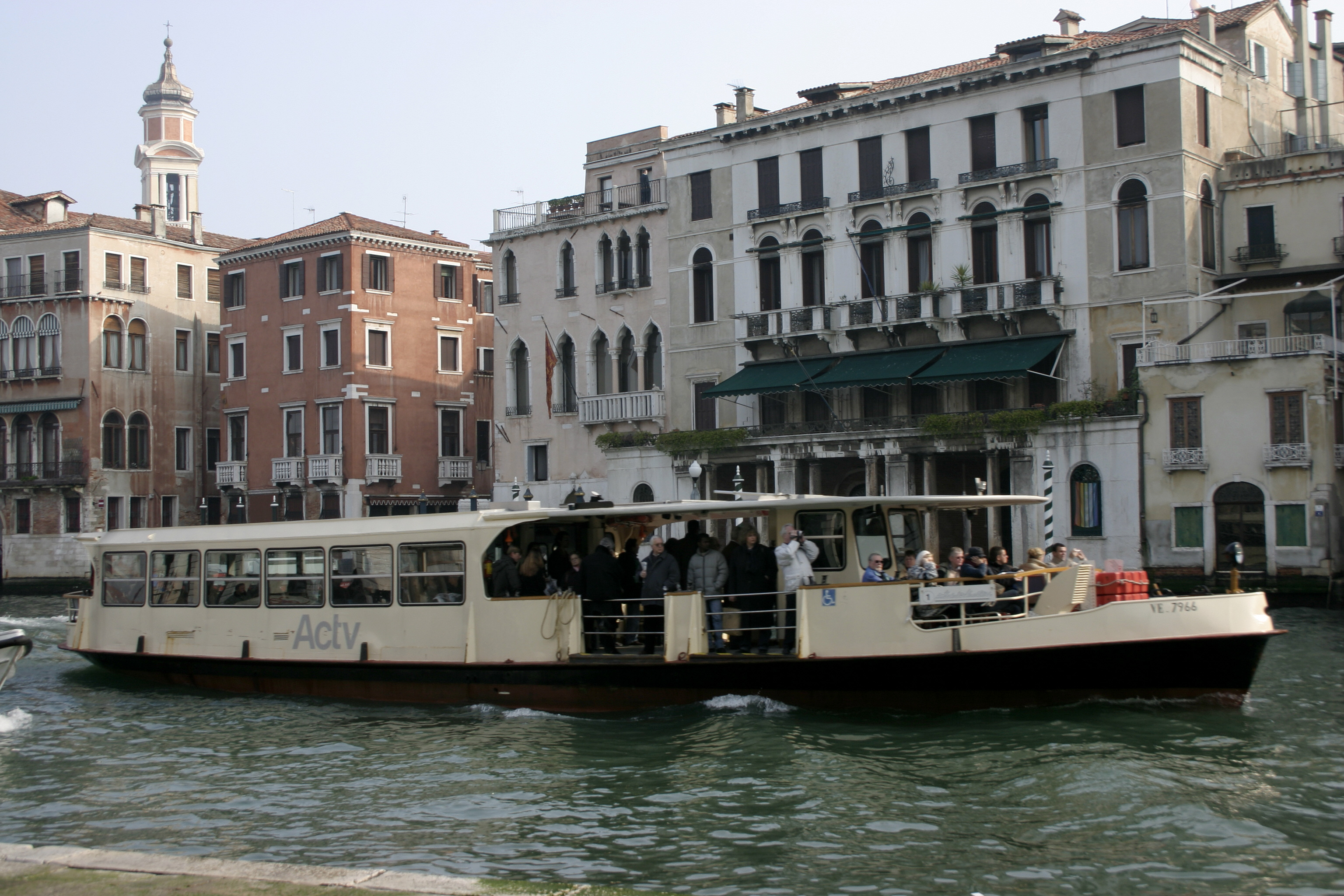
Vaporetto

Il Canal Grande è ancora l'asse principale dei trasporti nel centro storico della città. Il traffico è regolamentato per fasce orarie e per tipologia (servizio trasporto, servizio gondole, servizi di trasporto pubblico su taxi acqueo) rimanendo comunque proibito al traffico da diporto. Il moto ondoso prodotto dalle imbarcazioni a motore rappresenta infatti un grave problema per le fondazioni degli edifici.

### Vaporetti e taxi
Non sono previste invece limitazioni per i vaporetti di linea dell'ACTV, che sono i principali mezzi di trasporto per le persone; alcune linee percorrono il canale per intero, fermandosi a ridosso di pontili fissati a bricole. Le fermate di vaporetto lungo il Canal Grande sono: Piazzale Roma, Ferrovia, Riva de Biasio, S. Marcuola, San Stae, Ca' d'Oro, Rialto Mercato, Rialto, San Silvestro, Sant'Angelo, San Tomà, Ca' Rezzonico, San Samuele/Palazzo Grassi, Accademia, Santa Maria del Giglio, Salute, San Marco Vallaresso.
Il Canale è percorso anche da motoscafi che effettuano servizio taxi.

### Gondole

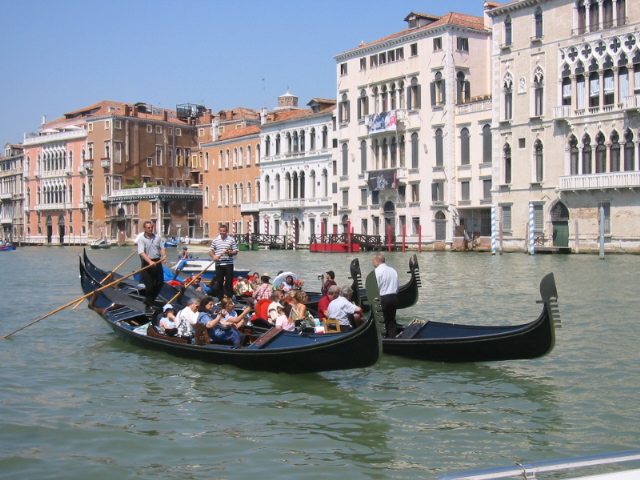
Passeggiata in gondola sul Canal Grande

Molti turisti preferiscono però vivere il Canal Grande adagiati su una gondola, per ammirare con calma palazzi e ponti e scoprire i luoghi dove hanno vissuto personaggi famosi.

### Traghetti
Per attraversare il Canal Grande sono a disposizione dei gondoloni, detti anche barchette, che fungono da traghetto tra due stazi, e che trasportano fino a 14 persone. Molto numerosi in passato, quando muoversi in gondola era normale, oggi rimangono i seguenti: Ferrovia – San Simeon Piccolo, San Marcuola – Fondaco dei Turchi, Santa Sofia – Pescaria, Fondamenta del Vin – Riva del Carbon (a Rialto), San Tomà – Sant'Angelo, San Barnaba – San Samuele, San Gregorio – Santa Maria Zobenigo.

## Manifestazioni

### Regata Storica

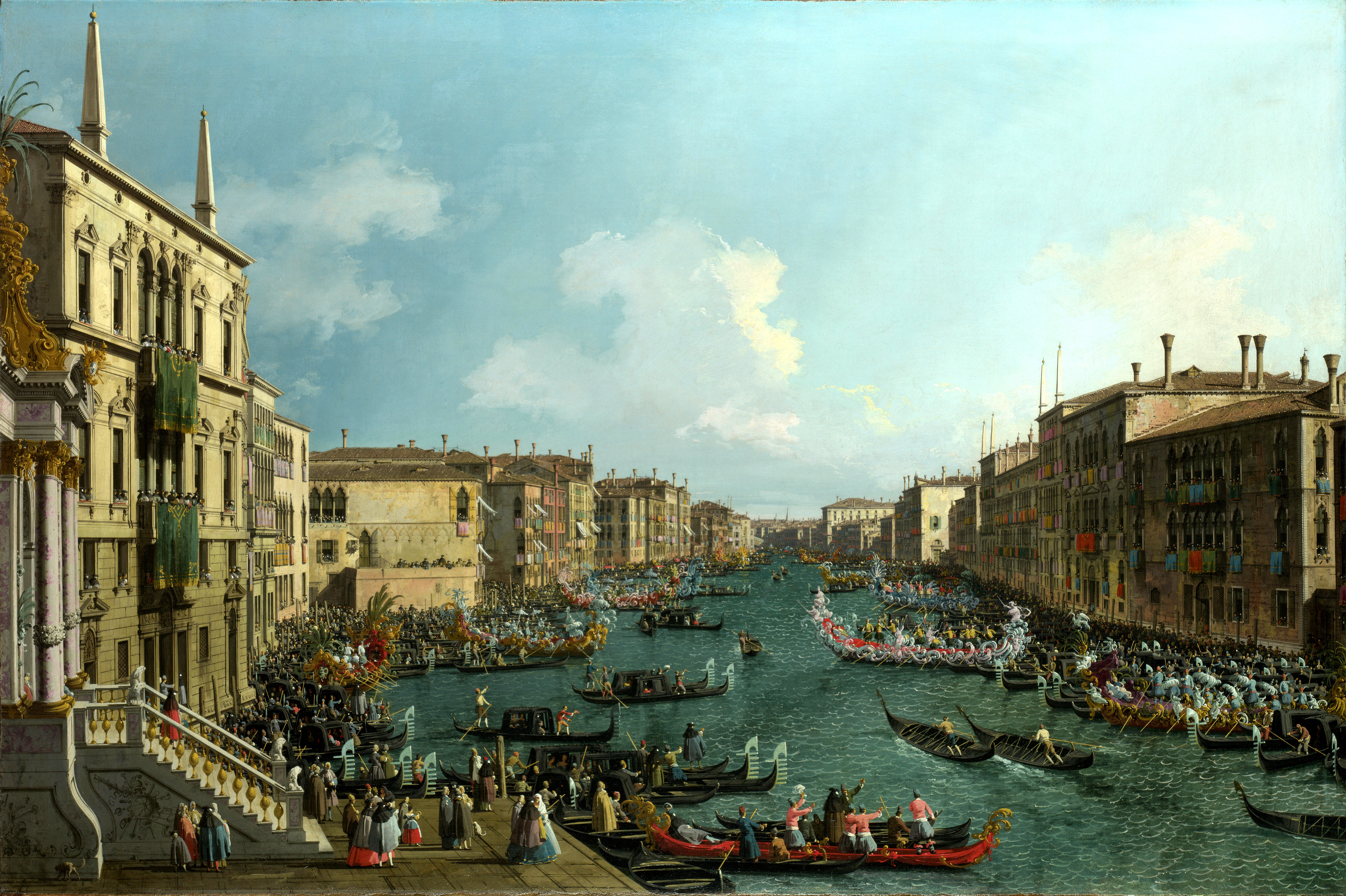
La Regata Vista da Ca' Foscari

Ogni anno, la prima domenica di settembre, si svolge lungo il Canal Grande la Regata Storica, una serie di gare tra imbarcazioni veneziane che attira sulle sponde folle di veneziani e non solo. Le gare sono precedute dal Corteo Storico, in cui si rievoca l'ingresso a Venezia di Caterina Corner regina di Cipro dopo l'abdicazione nel 1489: gondolieri in costume conducono imbarcazioni tipiche del Cinquecento al seguito del Bucintoro, la galea di stato dei dogi.

### Festa della Madonna della Salute
Il 21 novembre ricorre la Festa della Madonna della Salute, in cui i veneziani ringraziano la Madonna per la liberazione dalla peste del 1630-31 con un intenso pellegrinaggio alla basilica. In questa occasione viene allestito all'altezza del Campo di Santa Maria Zobenigo un ponte provvisorio di barche sul Canal Grande per i numerosi pellegrini, che in Campo della Salute festeggiano anche visitando le bancarelle e mangiando castradina.

## Itinerario
| Riva destra                                                                                             |                          | Navigazione e ponti                                                        |                                                                            | Riva sinistra |
| --- | ------------------------ | -------------------------------------------------------------------------- | -------------------------------------------------------------------------- | --- |
| Santa Croce                                                                                             | Santa Croce              |                                                                            | Cannaregio                                                                 | Cannaregio |
| Ex Convento di Santa Chiara (Uffici Questura)                                                           |                          |                                                                            |                                                                            | Area ferroviaria |
| Canale di Santa Chiara                                                                                  |                          |                                                                            |                                                                            | Area ferroviaria |
| Fondamenta Santa Chiara                                                                                 |                          | P.le Roma (S. Chiara) (Parisi)                                             |                                                                            | Palazzo della Regione Veneto (Ex sede del Dipartimento Ferroviario) [fronte sud-ovest]                                                                             |
| Ponte della Costituzione                                                                                | Ponte della Costituzione |                                                                            | Ponte della Costituzione                                                   | Ponte della Costituzione |
| Rio Novo                                                                                                |                          |                                                                            |                                                                            | Palazzo della Regione Veneto (Ex sede del Dipartimento Ferroviario) [fronte sud-est]                                                                               |
| Giardini Papadopoli                                                                                     |                          |                                                                            |                                                                            | Palazzo della Regione Veneto (Ex sede del Dipartimento Ferroviario) [fronte sud-est]                                                                               |
| Rio della Croce                                                                                         |                          |                                                                            |                                                                            | Palazzo della Regione Veneto (Ex sede del Dipartimento Ferroviario) [fronte sud-est]                                                                               |
| Casa Minotti (XVI secolo)                                                                               |                          |                                                                            |                                                                            | Palazzo della Regione Veneto (Ex sede del Dipartimento Ferroviario) [fronte sud-est]                                                                               |
| Palazzo Emo Diedo (Tirali, XVII secolo)                                                                 |                          | Ferrovia (C,D,E)                                                           |                                                                            | Stazione di Venezia Santa Lucia |
| Scuola dei Tessitori dei Panni di Lana                                                                  |                          |                                                                            |                                                                            | Stazione di Venezia Santa Lucia |
| Chiesa di San Simeon Piccolo                                                                            |                          |                                                                            |                                                                            | Stazione di Venezia Santa Lucia |
| Palazzo Adoldo                                                                                          |                          | Ferrovia (B)                                                               |                                                                            | Stazione di Venezia Santa Lucia |
| Palazzetti Foscari Contarini                                                                            |                          |                                                                            |                                                                            | Chiesa di Santa Maria di Nazareth |
| Ponte degli Scalzi                                                                                      | Ponte degli Scalzi       |                                                                            | Ponte degli Scalzi                                                         | Ponte degli Scalzi |
| Rio Marin                                                                                               |                          |                                                                            |                                                                            | Palazzo Calbo Crotta |
| Casa Nigra (1904, neogotico)                                                                            |                          |                                                                            |                                                                            | Palazzo Calbo Crotta |
| Campo San Simeon Grande                                                                                 |                          |                                                                            |                                                                            | Rio Terà dei Sabbioni, Palazzo Seriman |
| Ca' Polacco                                                                                             |                          |                                                                            |                                                                            | Casa Seguso |
| Palazzo Gritti                                                                                          |                          |                                                                            |                                                                            | Palazzo Flangini (Giuseppe Sardi, XVII secolo) |
| Palazzo Corner                                                                                          |                          | Riva de Biasio                                                             |                                                                            | Scuola dei Morti |
| Palazzo Donà Balbi                                                                                      |                          |                                                                            |                                                                            | Chiesa di San Geremia (XVIII secolo) |
| Palazzo Zen                                                                                             |                          | Riva de Biasio                                                             |                                                                            | Palazzo Labia (XVII secolo, affreschi di Giambattista Tiepolo) |
| Palazzo Marcello Toderini                                                                               |                          |                                                                            |                                                                            | Canale di Cannaregio |
| Palazzo Marcello Toderini                                                                               |                          | Palazzo Emo                                                                |                                                                            | |
| Casa Rizzoli                                                                                            |                          |                                                                            |                                                                            | Palazzo Querini |
| Rio di San Giovanni Decollato                                                                           |                          |                                                                            |                                                                            | Campiello del Remer |
| Palazzo Foscarini Giovanelli                                                                            |                          |                                                                            |                                                                            | Palazzo Correr Contarini Zorzi |
| Casa in Calle di Ca' Correr (gotica) e Casa sulla Corte San Martin (origine veneto-bizantina)           |                          |                                                                            |                                                                            | Palazzo Gritti Dandolo |
| Casa Saccardo e Casa Correr                                                                             |                          |                                                                            |                                                                            | Palazzo Memmo Martinengo Mandelli |
| Fondaco dei Turchi (veneto-bizantino, Museo di Storia Naturale)                                         |                          | S. Marcuola Casinò                                                         |                                                                            | Chiesa di San Marcuola (XVIII secolo, incompiuta) |
| Rio del Fondaco dei Turchi                                                                              |                          |                                                                            |                                                                            | Rio di San Marcuola |
| Fondaco del Megio                                                                                       |                          |                                                                            |                                                                            | Casa Volpi |
| Palazzo Belloni Battagia (Baldassare Longhena, barocco, XVII secolo)                                    |                          |                                                                            |                                                                            | Ca' Vendramin Calergi |
| Rio di Ca' Tron                                                                                         |                          |                                                                            |                                                                            | Ca' Vendramin Calergi |
| Ca' Tron (XVI secolo, IUAV)                                                                             | ]                        |                                                                            |                                                                            | Palazzo Marcello (vi nacque Benedetto Marcello) |
| Palazzo Duodo                                                                                           | ]                        |                                                                            |                                                                            | Palazzo Molin Erizzo |
| Palazzo Priuli Bon                                                                                      |                          |                                                                            |                                                                            | Palazzo Soranzo Piovene |
| Chiesa di San Stae (XVIII secolo)                                                                       |                          | S. Stae                                                                    |                                                                            | Palazzo Emo alla Maddalena |
| Chiesa di San Stae (XVIII secolo)                                                                       |                          | Palazzo Molin Querini                                                      |                                                                            | |
| Scuola dei Tiraoro e Battioro                                                                           |                          |                                                                            |                                                                            | Rio della Maddalena |
| Rio della Rioda o Rio di San Stae                                                                       |                          |                                                                            |                                                                            | Palazzetto e Palazzo Barbarigo |
| Palazzo Coccina Giunti Foscarini Giovannelli                                                            |                          |                                                                            |                                                                            | Palazzo Zulian |
| Palazzo Coccina Giunti Foscarini Giovannelli                                                            |                          | Palazzo Ruoda                                                              |                                                                            | |
| Rio della Pergola                                                                                       |                          |                                                                            |                                                                            | Casa Velluti e Palazzo Gussoni Grimani Della Vida |
| Ca' Pesaro (Longhena, barocco, XVII secolo, Museo d'Arte Moderna)                                       |                          |                                                                            |                                                                            | Rio di Noale |
| Rio di Ca' Pesaro o delle Due Torri                                                                     |                          |                                                                            |                                                                            | Casa da Lezze |
| Palazzo Donà                                                                                            |                          |                                                                            |                                                                            | Palazzo Boldù Ghisi Contarini |
| Palazzo Correggio                                                                                       |                          |                                                                            |                                                                            | Palazzo Contarini Pisani |
| Ca' Corner della Regina (XVIII secolo, sull'area del palazzo in cui nacque Caterina Corner)             |                          |                                                                            |                                                                            | Casa Levi Morenos |
| Casa Favretto (vi visse Giacomo Favretto)                                                               |                          |                                                                            |                                                                            | Rio di San Felice |
| Rio di San Cassiano                                                                                     |                          |                                                                            |                                                                            | Palazzo Fontana Rezzonico (vi nacque il papa Clemente XIII) |
| San Polo                                                                                                |                          |                                                                            |                                                                            | |
| Palazzetto Iona                                                                                         |                          |                                                                            |                                                                            | Palazzo Miani Coletti Giusti |
| Palazzetto Foroni                                                                                       |                          |                                                                            |                                                                            | Ca' d'Oro (gotico, XV secolo, Galleria Franchetti) |
| Palazzo Morosini Brandolin                                                                              |                          |                                                                            |                                                                            | Ca' d'Oro (gotico, XV secolo, Galleria Franchetti) |
| Fondamenta dell'Olio                                                                                    |                          | Ca' d'Oro                                                                  |                                                                            | Palazzo Giustinian Pesaro |
| Rio delle Beccarie                                                                                      |                          |                                                                            |                                                                            | Palazzo Morosini Sagredo |
| Loggia della Pescheria (neogotico, XX secolo) e traghetto                                               |                          |                                                                            |                                                                            | Campo Santa Sofia e traghetto |
| Campo della Pescaria                                                                                    |                          |                                                                            |                                                                            | Palazzetto Foscari |
| Campo della Pescaria                                                                                    |                          | Palazzo Michiel dalle Colonne                                              |                                                                            | |
| Fabbriche Nuove di Rialto (Sansovino, XVI secolo)                                                       |                          |                                                                            |                                                                            | Palazzo Michiel del Brusà |
| Fabbriche Nuove di Rialto (Sansovino, XVI secolo)                                                       |                          | Palazzo Smith Mangilli Valmarana                                           |                                                                            | |
| Fabbriche Nuove di Rialto (Sansovino, XVI secolo)                                                       |                          | Rio dei Santi Apostoli                                                     |                                                                            | |
| Fabbriche Nuove di Rialto (Sansovino, XVI secolo)                                                       | Rialto Mercato           |                                                                            | Ca' Da Mosto (veneto-bizantino, XIII secolo)                               | |
| Fabbriche Nuove di Rialto (Sansovino, XVI secolo)                                                       |                          | Palazzo e Palazzetto Dolfin                                                |                                                                            | |
| Fabbriche Nuove di Rialto (Sansovino, XVI secolo)                                                       |                          | Palazzo Bolani Erizzo (vi abitò Pietro Aretino)                            |                                                                            | |
| Fabbriche Nuove di Rialto (Sansovino, XVI secolo)                                                       |                          | Rio di San Giovanni Crisostomo                                             |                                                                            | |
| Fabbriche Vecchie di Rialto (Scarpagnino, XVI secolo)                                                   |                          |                                                                            |                                                                            | Campiello del Remer, Palazzo Lion |
| Fabbriche Vecchie di Rialto (Scarpagnino, XVI secolo)                                                   |                          | Palazzo Remer                                                              |                                                                            | |
| Fabbriche Vecchie di Rialto (Scarpagnino, XVI secolo)                                                   |                          | Casa Sernagiotto                                                           |                                                                            | |
| Fabbriche Vecchie di Rialto (Scarpagnino, XVI secolo)                                                   |                          | Palazzo Civran                                                             |                                                                            | |
| Fabbriche Vecchie di Rialto (Scarpagnino, XVI secolo)                                                   |                          | Casa Perducci                                                              |                                                                            | |
| Fabbriche Vecchie di Rialto (Scarpagnino, XVI secolo)                                                   |                          | Palazzo Ruzzini                                                            |                                                                            | |
| Fabbriche Vecchie di Rialto (Scarpagnino, XVI secolo)                                                   |                          | Rio del Fontego dei Tedeschi                                               |                                                                            | |
| |                          |                                                                            | San Marco                                                                  | |
| Palazzo dei Camerlenghi (rinascimentale, XVI secolo, Corte dei Conti)                                   |                          |                                                                            |                                                                            | Fondaco dei Tedeschi (XVI secolo) |
| Ponte di Rialto                                                                                         | Ponte di Rialto          |                                                                            | Ponte di Rialto                                                            | Ponte di Rialto |
| Palazzo dei Dieci Savi (Scarpagnino, XVI secolo, Magistrato alle Acque)                                 |                          | Rialto (C, D)                                                              |                                                                            | Riva del Ferro |
| Riva del Vin                                                                                            |                          |                                                                            |                                                                            | Palazzo Dolfin Manin (Sansovino, rinascimentale, XVI secolo, sede Banca d'Italia)                                                                                  |
| Riva del Vin                                                                                            |                          | Rio di San Salvador                                                        |                                                                            | |
| Casa In Riva del Vin (sito probabile del palazzo del Patriarca di Grado)                                |                          | Rialto (B)                                                                 |                                                                            | Palazzo Bembo (Gotico, XV secolo; vi nacque Pietro Bembo) |
| Traghetto San Silvestro                                                                                 |                          |                                                                            |                                                                            | Traghetto di Rialto |
| Casa Ravà-Errera (neogotico, XX secolo)                                                                 |                          |                                                                            |                                                                            | Palazzetto Dandolo (XIV secolo) |
| Palazzo Chiurlotto o Avogadro (fondato nel XII secolo)                                                  |                          | S. Silvestro                                                               |                                                                            | Ca' Loredan (veneto-bizantino, XIII secolo, Municipio) |
| Palazzo Barzizza (XII-XIII secolo)                                                                      |                          |                                                                            |                                                                            | Ca' Farsetti (veneto-bizantino, XII-XIII secolo, Municipio) |
| Palazzo Lanfranchi                                                                                      |                          |                                                                            |                                                                            | Palazzo Cavalli |
| Palazzo Giustinian Businello (XII-XIII secolo)                                                          |                          |                                                                            |                                                                            | Palazzo Grimani di San Luca |
| Rio dei Meloni                                                                                          |                          |                                                                            |                                                                            | Rio di San Luca |
| Palazzo Coccina Tiepolo Papadopoli                                                                      |                          |                                                                            |                                                                            | Palazzo Corner Contarini dei Cavalli |
| Palazzo Coccina Tiepolo Papadopoli                                                                      |                          | Palazzo Tron                                                               |                                                                            | |
| Palazzo Donà della Trezza                                                                               |                          |                                                                            |                                                                            | Palazzo D'Anna Viaro Martinengo Volpi di Misurata |
| Palazzo Donà della Madoneta                                                                             |                          |                                                                            |                                                                            | Casa Marinoni e Casa De Spirit |
| Rio della Madoneta                                                                                      |                          |                                                                            |                                                                            | Palazzo Querini Benzon |
| Palazzo Bernardo (gotico, XV secolo)                                                                    |                          |                                                                            |                                                                            | Rio di Ca' Michiel |
| Palazzo Querini Dubois                                                                                  |                          |                                                                            |                                                                            | Casa Tornielli e Palazzo Curti Valmarana |
| Palazzo Grimani Marcello                                                                                |                          |                                                                            |                                                                            | Palazzo Corner Spinelli (Codussi, rinascimentale, XV secolo) |
| Ca' Cappello Layard                                                                                     |                          | S. Angelo                                                                  |                                                                            | Campiello del Teatro |
| Rio di San Polo                                                                                         |                          |                                                                            |                                                                            | Casa Salomé Barocci |
| Palazzo Barbarigo della Terrazza (XVI secolo)                                                           |                          |                                                                            |                                                                            | Rio di Ca' Garzoni |
| Palazzo Pisani Moretta (gotico, XV secolo)                                                              |                          |                                                                            |                                                                            | Palazzo Garzoni |
| Palazzo Tiepolo                                                                                         |                          |                                                                            |                                                                            | Fondaco Marcello |
| Palazzo Soranzo Pisani                                                                                  |                          |                                                                            |                                                                            | Palazzo Corner Gheltoff |
| Palazzo Tiepolo Passi                                                                                   |                          |                                                                            |                                                                            | Palazzi Mocenigo (unione di quattro edifici: "Casa Nuova", "l Nero", "Casa Vecchia") (XVI-XVII secolo; vi soggiornarono Giordano Bruno, Thomas Moore e Lord Byron) |
| Palazzo Giustinian Persico                                                                              |                          |                                                                            |                                                                            | Palazzi Mocenigo (unione di quattro edifici: "Casa Nuova", "l Nero", "Casa Vecchia") (XVI-XVII secolo; vi soggiornarono Giordano Bruno, Thomas Moore e Lord Byron) |
| Rio di San Tomà                                                                                         |                          |                                                                            |                                                                            | Palazzi Mocenigo (unione di quattro edifici: "Casa Nuova", "l Nero", "Casa Vecchia") (XVI-XVII secolo; vi soggiornarono Giordano Bruno, Thomas Moore e Lord Byron) |
| Palazzo Marcello dei Leoni                                                                              |                          |                                                                            |                                                                            | Palazzi Mocenigo (unione di quattro edifici: "Casa Nuova", "l Nero", "Casa Vecchia") (XVI-XVII secolo; vi soggiornarono Giordano Bruno, Thomas Moore e Lord Byron) |
| Palazzo Dolfin                                                                                          |                          | S. Tomà                                                                    |                                                                            | Palazzi Mocenigo (unione di quattro edifici: "Casa Nuova", "l Nero", "Casa Vecchia") (XVI-XVII secolo; vi soggiornarono Giordano Bruno, Thomas Moore e Lord Byron) |
| Palazzo Dandolo                                                                                         |                          |                                                                            |                                                                            | Palazzi Mocenigo (unione di quattro edifici: "Casa Nuova", "l Nero", "Casa Vecchia") (XVI-XVII secolo; vi soggiornarono Giordano Bruno, Thomas Moore e Lord Byron) |
| Palazzo Civran Grimani                                                                                  |                          |                                                                            |                                                                            | Palazzi Mocenigo (unione di quattro edifici: "Casa Nuova", "l Nero", "Casa Vecchia") (XVI-XVII secolo; vi soggiornarono Giordano Bruno, Thomas Moore e Lord Byron) |
| Rio della Frescada                                                                                      |                          |                                                                            |                                                                            | Palazzo Contarini delle Figure (vi fu ospite Andrea Palladio) |
| Dorsoduro                                                                                               |                          |                                                                            |                                                                            | Palazzo Contarini delle Figure (vi fu ospite Andrea Palladio) |
| Palazzo Caotorta-Angaran                                                                                |                          |                                                                            |                                                                            | Palazzo Contarini delle Figure (vi fu ospite Andrea Palladio) |
| Palazzo Balbi (Vittoria, rinascimentale con elementi barocchi, XVI secolo; Giunta della Regione Veneto) |                          |                                                                            |                                                                            | Palazzo Erizzo Nani Mocenigo |
| Casa Masieri                                                                                            |                          |                                                                            |                                                                            | Palazzo Erizzo Nani Mocenigo |
| Rio di Ca' Foscari                                                                                      |                          |                                                                            |                                                                            | Palazzo Erizzo Nani Mocenigo |
| Ca' Foscari (gotico, XV secolo; sede dell'Università)                                                   |                          |                                                                            |                                                                            | Palazzo e Palazzetto da Lezze |
| Palazzi Giustinian (gotico, XV secolo; vi soggiornò Wagner)                                             |                          |                                                                            |                                                                            | Palazzo Moro Lin |
| Ca' Bernardo                                                                                            |                          |                                                                            |                                                                            | Palazzo Moro Lin |
| Palazzo Bernardo Nani                                                                                   |                          |                                                                            |                                                                            | Palazzo Grassi (Massari, neoclassico, XVIII secolo) |
| Ca' Rezzonico (Longhena, Massari; XVII-XVIII secolo; Museo del Settecento Veneziano)                    |                          |                                                                            |                                                                            | Palazzo Grassi (Massari, neoclassico, XVIII secolo) |
| Rio di San Barnaba                                                                                      |                          | S. Samuele                                                                 |                                                                            | Chiesa di San Samuele |
| Palazzo Contarini Michiel                                                                               |                          | Ca' Rezzonico                                                              |                                                                            | Casa Francheschinis o Casa Sezanne (XX secolo) |
| Traghetto San Barnaba                                                                                   |                          |                                                                            |                                                                            | Traghetto San Samuele |
| Palazzetto Stern                                                                                        |                          |                                                                            |                                                                            | Palazzo Malipiero |
| Rio Malpaga                                                                                             |                          |                                                                            |                                                                            | Palazzo Malipiero |
| Palazzo Moro ("Casa di Otello")                                                                         |                          |                                                                            |                                                                            | Giardino di Palazzo Malipiero |
| Palazzo Loredan dell'Ambasciatore (gotico, XV secolo)                                                   |                          |                                                                            |                                                                            | Palazzo Tecchio Mamoli |
| Casa Mainella                                                                                           |                          |                                                                            |                                                                            | Ca' del Duca |
| Rio di San Trovaso                                                                                      |                          |                                                                            |                                                                            | Rio del Duca |
| Palazzi Contarini degli Scrigni                                                                         |                          |                                                                            | jpg                                                                        | Palazzo Falier (liagò) |
| Palazzo Contarini Corfù                                                                                 |                          |                                                                            |                                                                            | Palazzo Giustinian Lolin (Longhena, XVII secolo) |
| Palazzo Mocenigo Gambara                                                                                |                          |                                                                            |                                                                            | Palazzo Giustinian Lolin (Longhena, XVII secolo) |
| Palazzo Querini alla Carità                                                                             |                          |                                                                            |                                                                            | Palazzo Civran Badoer Barozzi |
| Scuola Grande di Santa Maria della Carità (Massari, XVIII secolo; Gallerie dell'Accademia)              |                          |                                                                            |                                                                            | Rio di San Vidal |
| Ex Chiesa di Santa Maria della Carità (gotico, XV secolo; Gallerie dell'Accademia)                      |                          | Accademia                                                                  |                                                                            | Campo San Vidal |
| Ponte dell'Accademia                                                                                    | Ponte dell'Accademia     |                                                                            | Ponte dell'Accademia                                                       | Ponte dell'Accademia |
| Palazzo Brandolin Rota (appartenuto a Toti Dal Monte)                                                   |                          |                                                                            |                                                                            | Palazzo Cavalli-Franchetti (gotico, XV secolo, ricostruito nel XIX secolo)                                                                                         |
| Palazzo Contarini-Polignac (elementi gotici e rinascimentali, XV secolo)                                |                          |                                                                            |                                                                            | Rio de l'Orso |
| Palazzo Molin Balbi-Valier della Trezza                                                                 |                          |                                                                            |                                                                            | Palazzo Barbaro a San Vidal |
| Palazzo Loredan Cini                                                                                    |                          |                                                                            |                                                                            | Palazzo Benzon Foscolo |
| Rio di San Vio                                                                                          |                          |                                                                            |                                                                            | Palazzetto Pisani |
| Campo San Vio                                                                                           |                          |                                                                            |                                                                            | Rio del Santissimo |
| Palazzo Barbarigo                                                                                       |                          |                                                                            |                                                                            | Palazzo Succi |
| Palazzi Da Mula Morosini e Centani Morosini                                                             |                          |                                                                            |                                                                            | Casa Stecchini |
| Ca' Biondetti (vi visse Rosalba Carriera)                                                               |                          |                                                                            |                                                                            | Casina delle Rose (vi operarono Antonio Canova e Gabriele D'Annunzio)                                                                                              |
| Palazzo Venier dei Leoni (Collezione Peggy Guggenheim)                                                  |                          |                                                                            |                                                                            | Palazzo Corner della Ca' Granda (Sansovino, rinascimentale, XVI secolo; Provincia, Prefettura)                                                                     |
| Rio delle Torreselle                                                                                    |                          |                                                                            |                                                                            | Rio di San Maurizio |
| Palazzo Dario (rinascimentale, XV secolo)                                                               |                          |                                                                            |                                                                            | Palazzo Minotto |
| Palazzo Barbaro Wolkoff (vi abitò Eleonora Duse)                                                        |                          |                                                                            |                                                                            | Palazzo Barbarigo |
| Rio della Fornace                                                                                       |                          |                                                                            |                                                                            | Rio di Santa Maria Zobenigo |
| Palazzo Salviati                                                                                        |                          | Giglio                                                                     |                                                                            | Palazzo Manin Contarini |
| Palazzo Orio Semitecolo Benzon                                                                          |                          |                                                                            |                                                                            | Palazzo Venier Contarini |
| Traghetto S.Gregorio                                                                                    |                          |                                                                            |                                                                            | Campo S.Maria del Giglio e traghetto |
| Palazzetto Nani Mocenigo                                                                                |                          |                                                                            |                                                                            | Palazzo Pisani Gritti |
| Palazzo Genovese (neogotico, XIX secolo)                                                                |                          |                                                                            |                                                                            | Rio de l'alboro |
| Abbazia di San Gregorio                                                                                 |                          |                                                                            |                                                                            | Palazzo Ferro Fini (Consiglio regionale del Veneto) |
| Rio della Salute                                                                                        |                          |                                                                            |                                                                            | Palazzo Contarini Fasan (gotico, XV secolo; "Casa di Desdemona")                                                                                                   |
| Basilica di Santa Maria della Salute                                                                    |                          | Salute                                                                     |                                                                            | Palazzo Venier Contarini |
| Basilica di Santa Maria della Salute                                                                    |                          | Palazzo Michiel Alvisi                                                     |                                                                            | |
| Seminario Patriarcale                                                                                   |                          |                                                                            |                                                                            | Palazzo Badoer Tiepolo |
| Punta della Dogana                                                                                      |                          |                                                                            |                                                                            | Palazzo Treves de Bonfili |
| Punta della Dogana                                                                                      |                          |                                                                            | Rio di San Moisè                                                           | |
| Punta della Dogana                                                                                      |                          |                                                                            | Hotel Bauer (neogotico, 1898-1901)                                         | |
| Punta della Dogana                                                                                      |                          |                                                                            | Ca' Giustinian (gotico, XV secolo; Uffici comunali, Uffici della Biennale) | |
| Bacino San Marco                                                                                        |                          |                                                                            |                                                                            | Palazzo Vallaresso Erizzo |
| Bacino San Marco                                                                                        | S. Marco (Vallaresso)    |                                                                            | Harry's Bar                                                                | |
| Bacino San Marco                                                                                        |                          | Fonteghetto della Farina (rinascimentale, XV secolo; Capitaneria di Porto) |                                                                            | |
| Bacino San Marco                                                                                        |                          | Ponte de l'Accademia dei Pittori                                           |                                                                            | |
| Bacino San Marco                                                                                        | S.Marco (Giardinetti)    |                                                                            | Casino da caffè o Palazzina Selva                                          | |
| Bacino San Marco                                                                                        |                          | Giardini Reali                                                             |                                                                            | |
| Bacino San Marco                                                                                        |                          | Rio dell Zecca, Compagnia della Vela                                       |                                                                            | |
| Bacino San Marco                                                                                        |                          | Palazzo della Zecca                                                        |                                                                            | |
| Bacino San Marco                                                                                        |                          | Biblioteca Nazionale Marciana                                              |                                                                            | |
| Bacino San Marco                                                                                        |                          | Piazzetta San Marco                                                        |                                                                            | |
| Bacino San Marco                                                                                        |                          | Palazzo Ducale                                                             |                                                                            | |